# Jacob Wrey Mould
Pour les articles homonymes, voir Mould.
Jacob Wrey Mould (1825-1886) est un architecte, linguiste et musicien, célèbre pour sa contribution à l'aménagement du Central Park de New York. Né à Chislehurst, en Angleterre, il fut diplômé du King's College de Londres en 1842. Il étudia avec Owen Jones ensuite l'Alhambra en Espagne et ses réalisations architecturales furent influencées par le style mauresque.
En 1853, Mould est invité par Moses H. Grinnell à New York pour dessiner et construire l'Église unitarienne de toutes les âmes (All Soul's Church). Il travailla avec Calvert Vaux aux projets du Central Park, du Metropolitan Museum of Art et de l'American Museum of Natural History. Sa dernière réalisation est le monument funéraire du Président américain Ulysses Grant dans le Riverside Park.